# Agon-Coutainville
Pour les articles homonymes, voir Agon.
Agon-Coutainville (prononcé /a.gɔ̃ ku.tɛ̃.vil/) est une commune française située dans le département de la Manche, en région Normandie, peuplée de 3 013 habitants.

## Géographie

### Localisation
Agon-Coutainville est située dans le pays de Coutances, à 12 kilomètres de Coutances, sur la côte ouest du Cotentin (côte des Havres) avec l'île de Jersey au nord-ouest, l'archipel des Minquiers à l'ouest et l'archipel des îles Chausey au sud-ouest.
Coutainville est une station balnéaire située sur le littoral, alors que le bourg d'Agon est plus retiré à l'intérieur des terres. La commune se prolonge au sud par la pointe d'Agon (site naturel classé), qui abrite le havre de Regnéville formé par l'estuaire de la Sienne. La limite nord est marquée par le havre de Blainville, plus petit.
| La Manche | Blainville-sur-Mer | Saint-Malo-de-la-Lande            |
| La Manche | Agon-Coutainville  | Tourville-sur-Sienne              |
| La Manche | La Manche          | La Manche (estuaire de la Sienne) |

### Hydrographie
La commune est située dans le bassin Seine-Normandie. Elle est drainée par la Siame, le cours d'eau 01 de la commune d'Agon-Coutainville, le Ruet Ganne et le ruisseau de Valliere,,.
La Siame, d'une longueur de 10 km, prend sa source dans la commune de Gratot et se jette dans le golfe de Saint-Malo en limite de Tourville-sur-Sienne et d'Agon-Coutainville, après avoir traversé quatre communes.

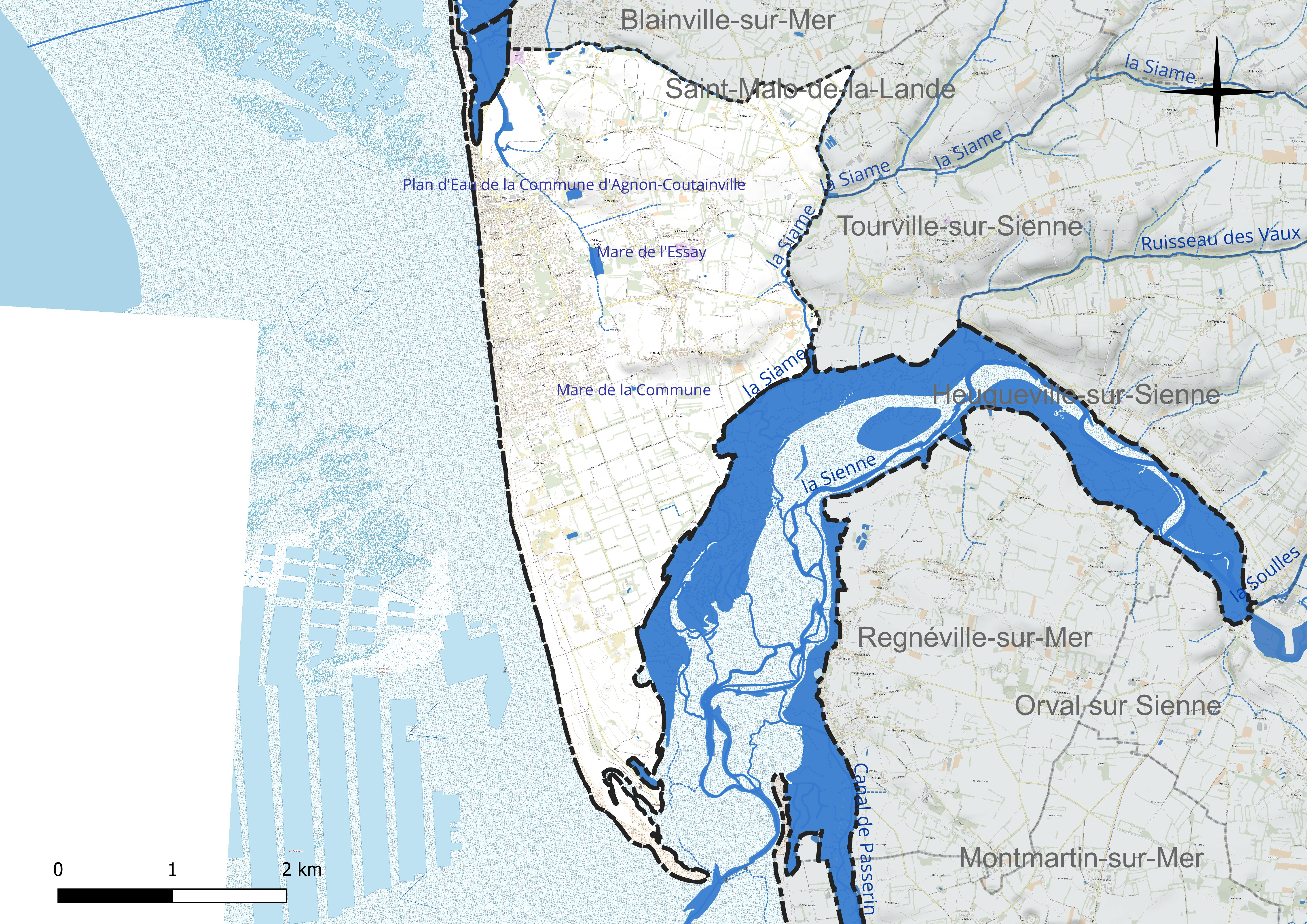
Réseau hydrographique d'Agon-Coutainville.

Trois plans d'eau complètent le réseau hydrographique : la mare de la commune (0,1 ha), la mare de l'Essay (2,1 ha) et le plan d'eau de la commune d'Agnon-Coutainville (1,1 ha),.

### Climat
Pour des articles plus généraux, voir Climat de la Normandie et Climat de la Manche.
En 2010, le climat de la commune est de type climat océanique franc, selon une étude du CNRS s'appuyant sur une série de données couvrant la période 1971-2000. En 2020, Météo-France publie une typologie des climats de la France métropolitaine dans laquelle la commune est exposée à un climat océanique et est dans la région climatique  Normandie (Cotentin, Orne), caractérisée par une pluviométrie relativement élevée (850 mm/a) et un été frais (15,5 °C) et venté. Parallèlement le GIEC normand, un groupe régional d'experts sur le climat, différencie quant à lui, dans une étude de 2020, trois grands types de climats pour la région Normandie, nuancés à une échelle plus fine par les facteurs géographiques locaux. La commune est, selon ce zonage, exposée à un « climat maritime », correspondant au Cotentin et à l'ouest du département de la Manche, frais, humide et pluvieux, où les contrastes pluviométrique et thermique sont parfois très prononcés en quelques kilomètres quand le relief est marqué.
Pour la période 1971-2000, la température annuelle moyenne est de 11,2 °C, avec une amplitude thermique annuelle de 11,2 °C. Le cumul annuel moyen de précipitations est de 943 mm, avec 13,8 jours de précipitations en janvier et 8,2 jours en juillet. Pour la période 1991-2020, la température moyenne annuelle observée sur la station météorologique la plus proche, située sur la commune de Gouville-sur-Mer à 6 km à vol d'oiseau, est de 12,2 °C et le cumul annuel moyen de précipitations est de 844,8 mm,. Pour l'avenir, les paramètres climatiques de la commune estimés pour 2050 selon différents scénarios d'émission de gaz à effet de serre sont consultables sur un site dédié publié par Météo-France en novembre 2022.

## Urbanisme

### Typologie
Au 1er janvier 2024, Agon-Coutainville est catégorisée bourg rural, selon la nouvelle grille communale de densité à sept niveaux définie par l'Insee en 2022.
Elle appartient à l'unité urbaine d'Agon-Coutainville, une agglomération intra-départementale regroupant trois communes, dont elle est ville-centre,,.
Par ailleurs la commune fait partie de l'aire d'attraction de Coutances, dont elle est une commune de la couronne,. Cette aire, qui regroupe 37 communes, est catégorisée dans les aires de moins de 50 000 habitants,.
La commune, bordée par la Manche, est également une commune littorale au sens de la loi du 3 janvier 1986, dite loi littoral. Des dispositions spécifiques d'urbanisme s'y appliquent dès lors afin de préserver les espaces naturels, les sites, les paysages et l'équilibre écologique du littoral, comme le principe d'inconstructibilité, en dehors des espaces urbanisés, sur la bande littorale des 100 mètres, ou plus si le plan local d'urbanisme le prévoit.

### Occupation des sols

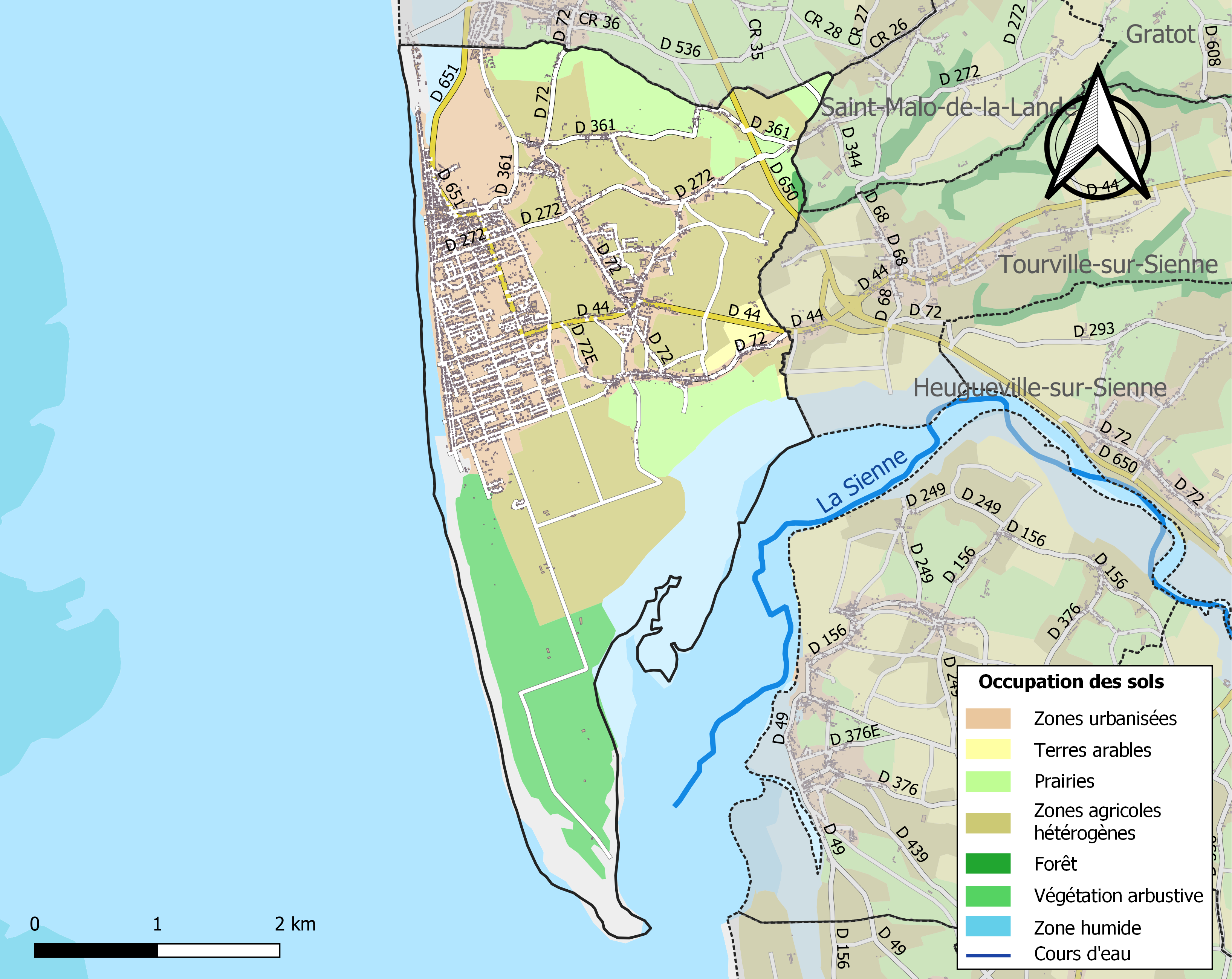
Carte des infrastructures et de l'occupation des sols de la commune en 2018 (CLC).

L'occupation des sols de la commune, telle qu'elle ressort de la base de données européenne d'occupation biophysique des sols Corine Land Cover (CLC), est marquée par l'importance des territoires agricoles (55,1 % en 2018), en diminution par rapport à 1990 (57 %).
La répartition détaillée en 2018 est la suivante : zones agricoles hétérogènes (41,4 %), zones urbanisées (23,8 %), milieux à végétation arbustive et/ou herbacée (14 %), prairies (12,6 %), espaces verts artificialisés, non agricoles (3,8 %), espaces ouverts, sans ou avec peu de végétation (1,7 %), zones humides côtières (1,3 %), terres arables (1,1 %), forêts (0,2 %).
L'évolution de l'occupation des sols de la commune et de ses infrastructures peut être observée sur les différentes représentations cartographiques du territoire : la carte de Cassini (XVIIIe siècle), la carte d'état-major (1820-1866) et les cartes ou photos aériennes de l'IGN pour la période actuelle (1950 à aujourd'hui).

## Toponymie

### Agon
Le nom de la localité est attesté sous les formes Agons en 1027, Agon en 1056, Agon en 1146,.
L'étymologie d'Agon ne fait pas l'unanimité chez les spécialistes de la toponymie. La forme la plus ancienne Agons avec un s final a retenu l'attention de quelques-uns. Il peut s'agir un élément pré-latin, dont il est cependant difficile de reconstituer la forme initiale, donc d'en déterminer l'origine.
Dans cette perspective, René Lepelley croit reconnaître un mot gaulois dérivé de la racine ak- évoquant une pointe ou une butte, cependant cette évolution phonétique est théoriquement impossible : le son [k] dans cette position aboutit à [j] (le son noté par y dans payer < latin pacare « apaiser ») ou disparaît complètement dans d'autres contextes.
Plus généralement, les spécialistes voient dans Agon la fixation d'un anthroponyme germanique continental tel qu'Ago (radical Agon-) ou vieux norrois Hákun ou Hákon, très bien documenté dans les pays scandinaves (en particulier la Norvège) et également bien attesté en Angleterre : cf. par exemple les formes anglo-scandinaves Hacun, Hacon en 1066 dans le Domesday Book ; Hacon de Crokestun vers 1160 dans le Lincolnshire, ou plus tardivement Robert Hacun en 1221 dans le Shropshire,. Ils sont alors pris absolument sans affixe, ni appellatif. Cependant, dans le cadre de l'hypothèse du nom de personne Hákun / Hákon, [k] n'a aucune raison de se sonoriser en [g] à cette époque et c'est au contraire l'inverse qui se produit plus tardivement dans la toponymie normande, à savoir [g] > [k] (cf. Acqueville ci-dessous).
Remarque : aucun spécialiste n'a évoqué un possible vieux norrois *Agi, attesté en vieux danois Aghi et en vieux suédois Agi, dont la forme latinisée est précisément Ag(h)o. Ce dernier semble se retrouver dans Acqueville (Manche, Agueville jusqu'au XVe siècle).

### Coutainville

Coutainville, la plage du Passous, à marée basse.

Le toponyme Coutainville y a été ajouté en 1965 et est attesté sous les formes Constantis villa en 1035 - 1060 et Costainvilla 1158.
Il s'agit d'une formation toponymique médiévale en -ville au sens ancien de « domaine rural », précédé d'un anthroponyme comme selon le cas général. Coutain- représente peut-être le nom de personne germanique Kotto (féminin -ane) ou scandinave Kolsteinn. Les formes anciennes s'opposent cependant à ces deux interprétations et il faut sans doute y voir un nom de personne gallo-roman Constans ou Constantius, d'origine latine et que l'on retrouve dans les noms même de Coutances et de Cotentin.
Le gentilé est Agonais-Coutainvillais.

## Histoire
On a retrouvé au large d'Agon-Coutainville une station lithique (champ de blocaux : traces d'industries préhistoriques), datant de la période chelléenne du début du quaternaire, appartenant à la fin du paléolithique inférieur. Cette station a malheureusement disparu, malgré des travaux de sauvegarde en 1958. Cette découverte aurait été confirmée par l'abbé Breuil, originaire de Mortain, grand archéologue français et spécialiste de l'époque paléolithique. Il faut, en effet, se rappeler qu'à cette époque le niveau des mers était beaucoup plus bas que de nos jours. L'étendue des terres devait être beaucoup plus vaste. Les énormes calottes glaciaires absorbaient une telle masse d'eau, que le niveau des océans a pu s'abaisser, d'après certaines hypothèses, de plus de 170 mètres. Il n'est donc pas exagéré de penser, comme le rappellent les légendes et les anciennes chroniques, qu'existait, autour du mont Saint-Michel et jusqu'à la hauteur de Portbail, une vaste forêt qui allait jusqu'aux îles Chausey (dite forêt de Scissy) au cours du paléolithique (200 000 ans av. J.-C.).

### Moyen Âge
Au XIe siècle, le lieu appartenait au duc Richard (963-1026).
Un Guillaume Paynel d'Agon participa à la première croisade (1096-1099) avec le duc de Normandie Robert Courteheuse. Il obtint des concessions dans le comté d'York.
Le roi d'Angleterre Richard Cœur de Lion aurait débarqué dans le hameau de Coutainville en route pour la troisième croisade. Jean sans Terre accorda à Guillaume des Roches, en possession du lieu, deux foires à Agon, d'une durée de huit jours. Ces foires commençaient à la Pentecôte et à la fête Notre-Dame en septembre. La foire d'Agon fondée en 1199 par Jean sans Terre, était comparable jadis à la foire de Beaucaire. Pillée plusieurs fois par les Anglais, la foire fut transférée à Guibray, puis à Montmartin et Coutances.

### Temps modernes
En 1512, lors de la montre d'armes de la Hougue, Jean de Buret, qualifié de seigneur d'Agon, est présent avec deux brigandines. La seigneurie, quart de fief de haubert relevait de la vicomté de Coutances.
Charles Guérin, sieur d'Agon, et Jehan de Costentin, sieur de Tourville et Coutainville, au XVIe siècle, se disputèrent la mare de l'Essay. Le bailli les autorisa à tirer le gibier et pêcher le poisson sans pouvoir les vendre. En 1650, Gilles Guérin, conseiller du roi, lieutenant général criminel au bailliage et siège présidial de Cotentin, maître des requêtes ordinaires de la reine mère, rend aveu du fief d'Agon.
Jacques II d'Angleterre (1633-1701) y serait passé lors de son exil (d'où le nom de la rue du Roi Jacques près du centre).

### Époque contemporaine
Au XIXe siècle, dans son port avaient lieu de nombreux armements au long cours et partaient de nombreux navires pour la pêche de la morue au banc de Terre-Neuve.

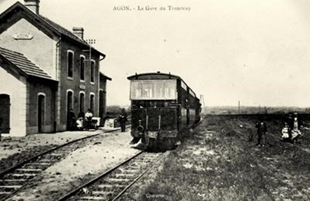
La gare d'Agon sur l'ancienne ligne ferroviaire de Coutances à Lessay.

Entre 1914 et 1918, Coutainville accueille un hôpital destiné à recevoir des soldats français en convalescence. La commune va perdre 77 de ses enfants pendant le conflit.

#### Seconde Guerre mondiale
En 1940, le village est occupé par une garnison composée d'Allemands, remplacés fin 1941 par trente Géorgiens.
Le 25 avril 1944, un avion allié en mauvaise posture poursuivi par un avion allemand lâche deux bombes sur le centre de Coutainville, faisant trois morts : M. Paul Léonard, ferronnier (meilleur ouvrier de France), M. et Mme Jeanne, propriétaires de la pension de famille Les Trois Pavillons. La libération de la ville a lieu le 28 juillet 1944, avec l'arrivée des Américains du 106th Cavalry Squadron. Deux Géorgiens sont tués par la Résistance guidant les libérateurs. La nuit du 28 au 29 juillet, les Allemands tirent sur Coutainville des obus qui heureusement tombent dans le marais près du champ de courses, seules des vaches sont tuées. Le lendemain, elles sont débitées pour ravitailler les habitants et les réfugiés.
Le 3 août, trente-deux résidents s'engagent dans la 2e division blindée du général Leclerc stationnant à Mobecq. Deux de ces volontaires tomberont durant les combats de l'Orne.

## Politique et administration

### Administration municipale

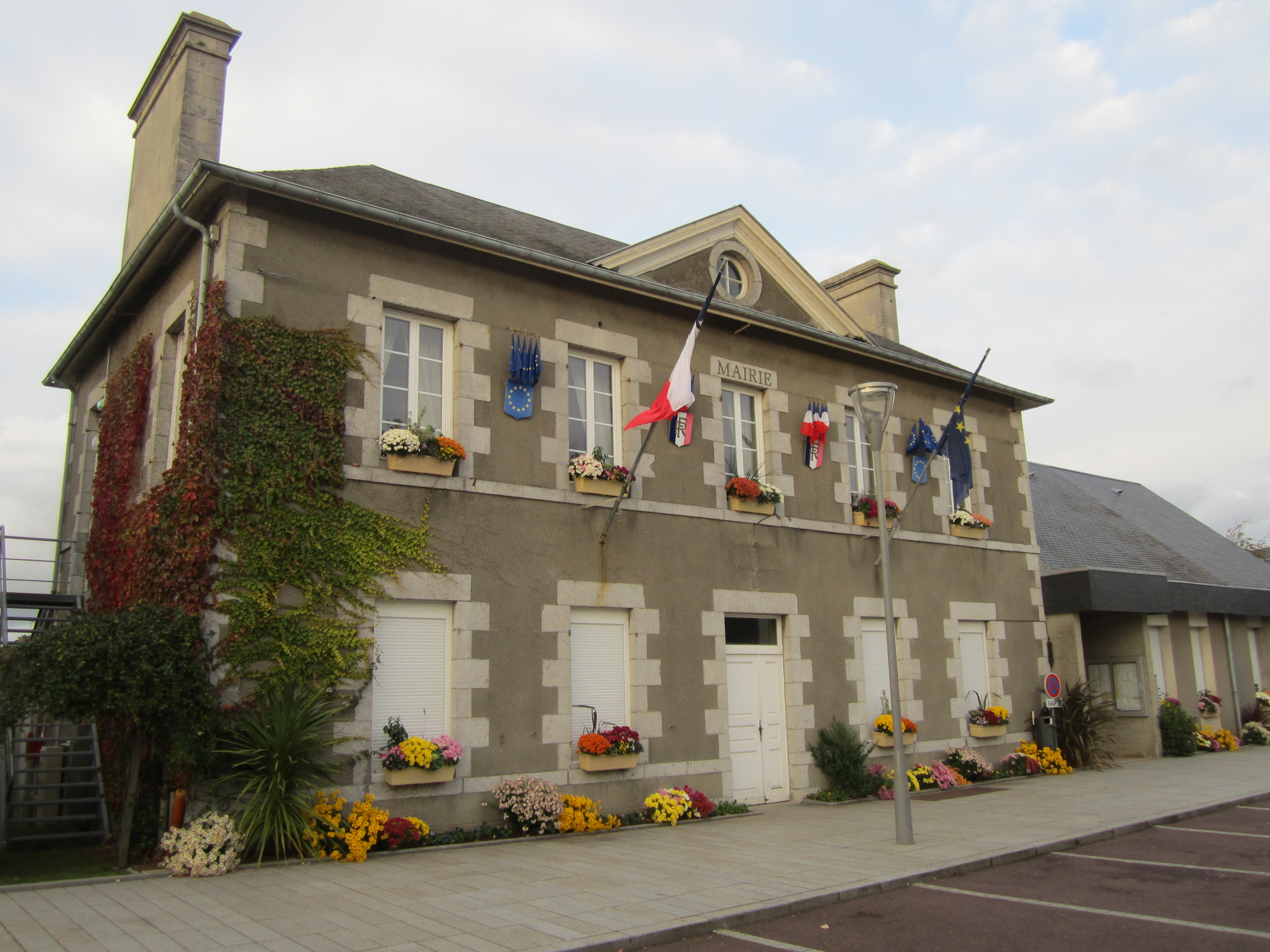
La mairie.

Le conseil municipal est composé de vingt-trois membres dont le maire et cinq adjoints.

### Jumelages
- La Trinité (Jersey).

### Labels
La commune est :
- Pavillon bleu[42] ;
- station verte[43] ;
- labellisée Famille Plus[44].

## Population et société

### Démographie
L'évolution du nombre d'habitants est connue à travers les recensements de la population effectués dans la commune depuis 1793. Pour les communes de moins de 10 000 habitants, une enquête de recensement portant sur toute la population est réalisée tous les cinq ans, les populations de référence des années intermédiaires étant quant à elles estimées par interpolation ou extrapolation. Pour la commune, le premier recensement exhaustif entrant dans le cadre du nouveau dispositif a été réalisé en 2006.
En 2022, la commune comptait 3 013 habitants, en évolution de +7,8 % par rapport à 2016 (Manche : −0,31 %, France hors Mayotte : +2,11 %).
| 1793  | 1800  | 1806  | 1821  | 1831  | 1836  | 1841  | 1846  | 1851  |
| ----- | ----- | ----- | ----- | ----- | ----- | ----- | ----- | ----- |
| 1 556 | 1 399 | 1 632 | 1 446 | 1 506 | 1 462 | 1 561 | 1 533 | 1 530 |

| 1856  | 1861  | 1866  | 1872  | 1876  | 1881  | 1886  | 1891  | 1896  |
| ----- | ----- | ----- | ----- | ----- | ----- | ----- | ----- | ----- |
| 1 465 | 1 605 | 1 602 | 1 600 | 1 570 | 1 595 | 1 597 | 1 590 | 1 614 |

| 1901  | 1906  | 1911  | 1921  | 1926  | 1931  | 1936  | 1946  | 1954  |
| ----- | ----- | ----- | ----- | ----- | ----- | ----- | ----- | ----- |
| 1 644 | 1 664 | 1 717 | 1 469 | 1 503 | 1 795 | 1 754 | 3 629 | 2 551 |

| 1962  | 1968  | 1975  | 1982  | 1990  | 1999  | 2006  | 2011  | 2016  |
| ----- | ----- | ----- | ----- | ----- | ----- | ----- | ----- | ----- |
| 2 341 | 2 280 | 2 349 | 2 321 | 2 510 | 2 723 | 2 804 | 2 842 | 2 795 |

| 2021  | 2022  | - | - | - | - | - | - | - |
| ----- | ----- | - | - | - | - | - | - | - |
| 2 941 | 3 013 | - | - | - | - | - | - | - |

### Manifestations culturelles et festivités
- Hissez les voix, le plus grand concours de chant de l'ouest, en août.
- L'enduro pédestre des sables.
- Festival Coutainville la Plage, depuis 2015[49].
- 13 juillet : concerts et feu d'artifice.

### Sports et loisirs
- Le centre nautique Laurent-Bourgnon de Coutainville accueille toute l'année des initiés et des débutants, même en situation de handicap, pour des activités nautiques variées. Les activités proposées sont la voile et le char à voile.
- Le Football Club d'Agon-Coutainville fait évoluer une équipe de football en ligue de Basse-Normandie et deux autres en divisions de district[50].
- Le Tennis Club. Yannick Noah y a joué quelques années de son adolescence et a remporté le Championnat par équipes de la Manche en 1972[51].
- L'enduro pédestre des sables est un événement majeur de août ayant lieu depuis plus de 30 ans.
- Un golf 18 trous existe en bord de mer sur le territoire de Coutainville depuis 1919[52].

## Économie
Ont paru à Agon-Coutainville les journaux Coutainville-Plage entre 1894 et 1898 et Le Coutainvillais de 1910 à 1912.
À partir de 1889, Coutainville accueille les premiers enfants envoyés en vacances par l'Œuvre des colonies de vacances, branche spéciale de l'Œuvre de la Chaussée du Maine fondée par Élise de Pressensé.
Agon-Coutainville est commune touristique depuis août 2009. Elle dispose d'un casino, d'un hippodrome, d'un terrain de golf et d'une base vélique.

## Culture locale et patrimoine

### Lieux et monuments

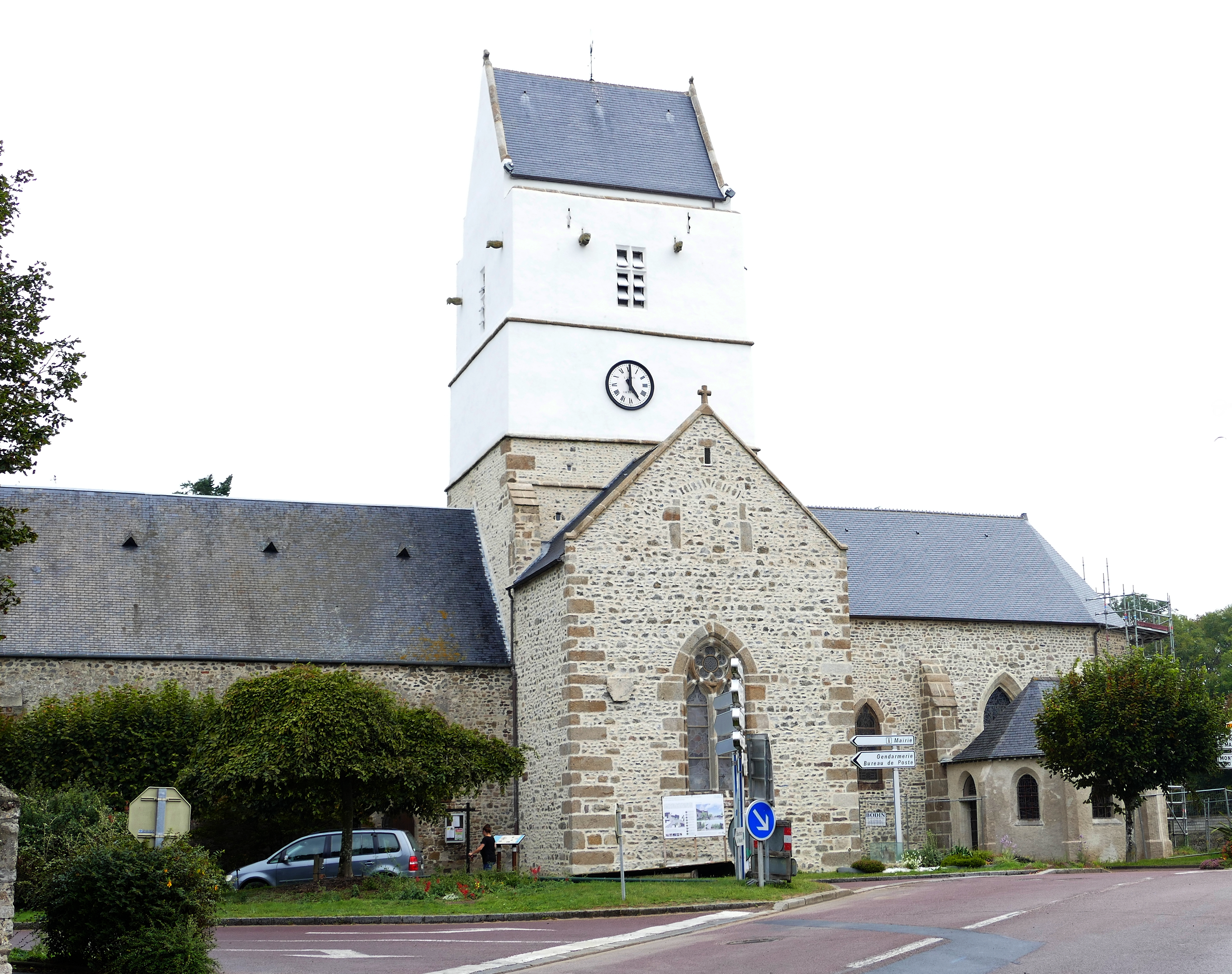
L'église Saint-Évroult en 2020, le clocher est blanchi à la chaux comme il l'était au XIXe siècle pour servir d'amer aux bateaux.

Agon-Coutainville comporte plusieurs monuments :
- le château d'Agon du XVIIIe siècle ;
- le manoir de Coutainville des XVe – XVIIIe siècles, inscrit au titre des monuments historiques[56] ;
- l'ancien hôtel de la Plage, témoignage de l'Art déco[57] ;
- belles demeures et villas typiques dont la Villa marocaine[33] ;
- trois châteaux notoires : le château de la Noë-Chesnaie, les Pins, et de la Flague ;
- l'église Saint-Évroult, des XIIe, XIIIe – XVIe siècles, avec en partie sommitale de la tour, qui a été mis en défense au XVe siècle, une plate-forme terminée par un parapet droit percé d'arbalétrières[58]. Sur un transept, cadran solaire du XVIIe siècle, et à l'intérieur, statues de saint Évroult du XVIe siècle invoqué pour guérir les enfants noués, Vierge douloureuse du XVIIe siècle, verrière des XIXe et XXe siècles ;
- la chapelle moderne Notre-Dame-des-Flots XXe siècle, à Coutainville plage. Cette église fut agrandie, la partie la plus récente est décorée de vitraux, l'un est signé Mauméjean ;
- le temple protestant ;
- le monument commémoratif dédié à Fernand Lechanteur du XXe siècle, dialectologue et poète, alignement de mégalithes symbolisant un drakkar, reproduisant les mégalithes de Ale en Suède ;
- le phare de la pointe d'Agon du XIXe siècle ;
- cadran solaire du XIXe siècle au bourg d'Agon, établi par Urbain Leverrier ;
- le havre de Regnéville (estuaire de la Sienne) ;
- traces d'un ouvrage fortifié de 1756[59] ;
- La famille Pindagon, œuvre ambassadrice de l'art, de l'artiste sculpteur plasticien parisien Claude Mayet, placée à l'entrée du quartier du Passous. Inaugurée le 5 décembre 2019[60].
- La Poulette, unique cabane de plage restante à Coutainville, construite en 1926, situé au bout de la digue[61].

### Personnalités liées à la commune
- Anne Hilarion de Costentin de Tourville (1642-1701) qui vécut un temps à Coutainville.
- Amédée Méquet (Agon, 1832 - Lorient, 1907), contre-amiral, major général de la Marine, commandeur de la Légion d'honneur[62].
- L'amiral Jehenne né à Agon, au lieu-dit Méquet[32].
- Émile Boissel-Dombreval (Coutances, 1864 - Coutainville, 1937), député de la Manche, président du Conseil général, maire de Coutances.
- Albertine Hamon dite Berthe Dagmar (Agon, 1881 - Paris, 1934), actrice et réalisatrice de cinéma, épouse du réalisateur Jean Durand (1882-1946).
- Augustine Pauline Henriette Lansot (1873-1910), mère de Marcel Pagnol, est originaire d'Agon (par ses ascendants Lansot et Le Pontois).
- Marie Hardy (la « mère Hardy »), aux cuisines du restaurant Hardy depuis 1931 obtint une étoile au Guide Michelin, honneur qui récompense les qualités de cuisine de l'établissement. Cette étoile va contribuer énormément à faire connaitre Coutainville aux amateurs de bonne cuisine de France mais surtout de l'étranger. Marie Hardy aura l'honneur, le 5 juillet 1960, d'être demandée pour aller faire et servir le repas lors du passage du général de Gaulle dans la Manche. En 1960, elle recevra la médaille du Mérite touristique, distinction rarement attribuée à une femme. Marie Hardy est décédée en 1979[63].
- Fernand Lechanteur (Agon, 1910 - Caen, 1971), linguiste, ethnologue et poète normand.
- Laure Leprieur (1919-1999), créatrice de questions pour le jeu Les Grosses Têtes de RTL (« Madame Leprieur d'Agon-Coutainville »).
- Paul Yonnet (1948-2011), sociologue et essayiste, y est enterré.
- Alain Douville (Coutainville 1950 - 2025 Caen), gardien de but du FC Saint-Lô puis du SM Caen, sélectionné en équipe de France amateurs.
- Marcel Jaurant-Singer, agent secret français du Special Operations Executive parachuté en mars 1944 et chef du maquis de Cruchaud, a résidé à Coutainville.
- Guillaume Ruel, sportif, coureur d'ultrafond, détenant le record d'Europe de 50 km et de France de 100 km, est domicilié à Agon-Coutainville et y a préparé les championnats du monde de 100 km 2024[64].

Les artistes, Dufy, Féret, Lechanteur et Jean Thézeloup (d) vécurent à Agon et Coutainville.

### Héraldique
| Blason de Agon-Coutainville | Blason  | Ècartelé : au premier et au quatrième de gueules aux trois léopards d'or rangés en barre, au deuxième coupé ondé au I d"azur plain et au II burelé ondé d'argent et d'azur de douze pièces, à la voile latine aussi d'argent, brochant, accompagnée de deux mouettes en chevron renversé du même rangées en bande en chef à senestre, au troisième de sinople à la tête de cheval contournée, senestrée d'un club de golf en barre soutenu d'une balle et surmontée d'une raquette de tennis en bande soutenue d'une balle à dextre, le tout d'argent. |
| Blason de Agon-Coutainville | Détails | Les léopards d'or sur champ de gueules rappellent les armes de la Normandie. |